# Пойгай
Пойгай, также Пойхей — вайшнавский тамильский святой, принадлежавший к группе поэтов-подвижников альваров. Пойгай считается одним из самых древних альваров — предположительно, он жил в VII веке. Согласно легенде, Пойгай родился в деревне неподалёку от города Канчипурам. Приёмные родители нашли младенца у пруда в храме Вишну. Некоторые вайшнавы считают его воплощением панчаджаньи — божественной раковины Вишну. Пойгай считается автором 100 гимнов, вошедших в сборник «Дивья-прабандха».